# Xorilbia lamellifer
Xorilbia lamellifer är en spindeldjursart som först beskrevs av Volker Mahnert 1985.  Xorilbia lamellifer ingår i släktet Xorilbia och familjen Ideoroncidae. Inga underarter finns listade i Catalogue of Life.